# Hans Bahlow
Hans Bahlow (* 21. November 1900 in Liegnitz; † 16. Dezember 1982 in Hamburg) war ein deutscher Namenforscher.

## Leben

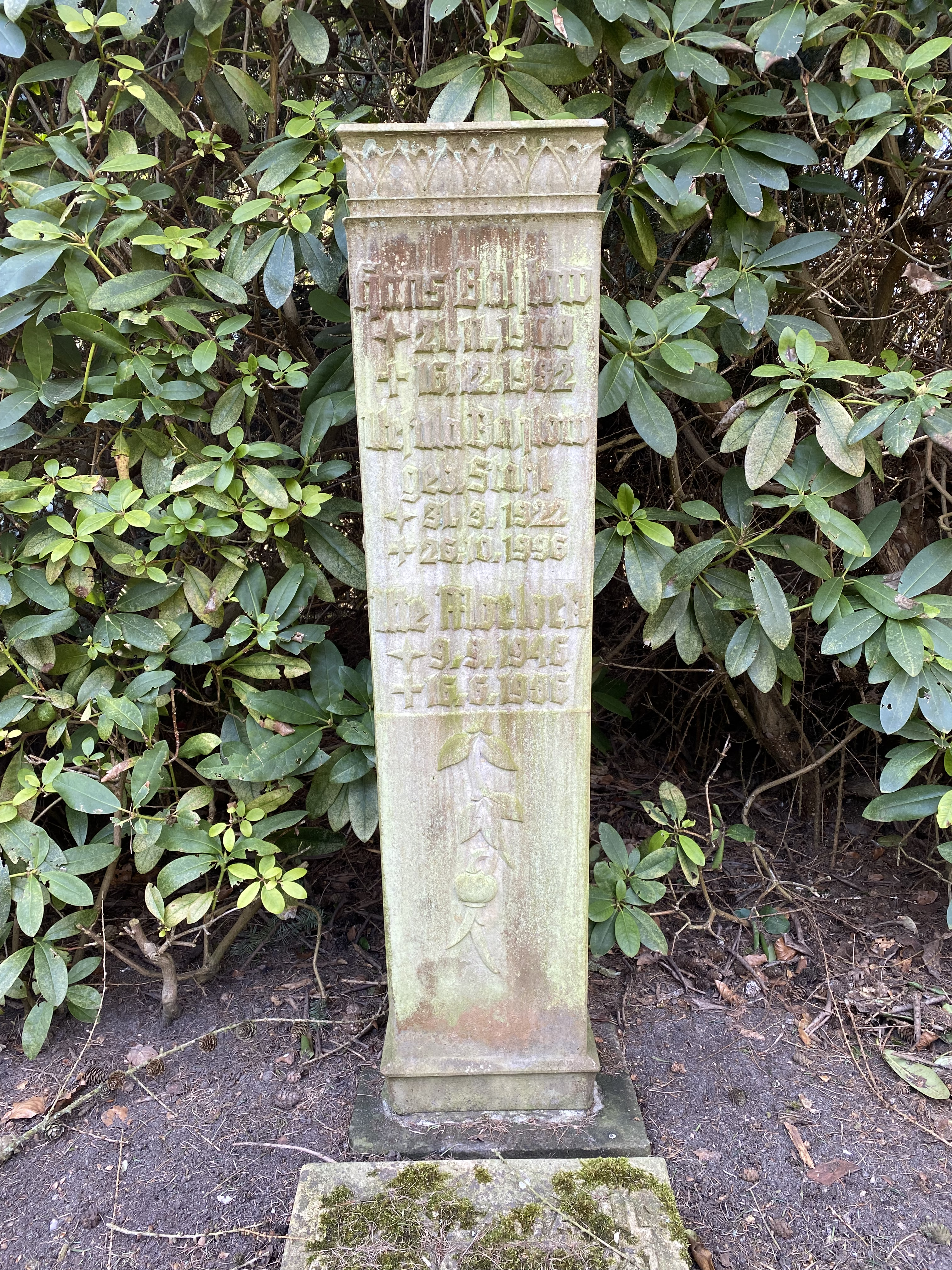
Grabstätte auf dem Friedhof Ohlsdorf

Der Sohn eines Pastors studierte Germanistik, Theologie und semitische Sprachen. 1923 wurde er an der Universität Jena mit der Arbeit Studien zur ältesten Geschichte der Liegnitzer Familiennamen promoviert. Er arbeitete von 1927 bis 1950 an der Universitätsbibliothek Rostock.
Bahlow verfasste u. a. das Deutsche Namenlexikon – Familien- und Vornamen nach Ursprung und Sinn erklärt und war Lehrbeauftragter für Namenforschung und Handschriftenkunde an der Universität Hamburg.
Hans Bahlow wurde auf dem Friedhof Ohlsdorf beigesetzt. Die Grabstätte liegt im Planquadrat Bi 51.

## Kritik
Bahlows inhaltliche Deutungen der Fluss- und Ortsnamen in Deutschland, die er fast ausnahmslos auf „Wasser“, „Sumpf“ oder „Moor“ zurückführt, werden heute in der Wissenschaft allgemein abgelehnt. Ursache hierfür ist der Umstand, dass viele seiner angeführten und auf Feuchtgebiete verweisenden Wortwurzeln völlig unbelegt sind und im Verdacht stehen, von Bahlow frei erfunden worden zu sein.

## Werke (Auswahl)
- Schlesisches Namenbuch, Kitzingen 1953.
- Deutschlands geographische Namenwelt – Etymologisches Lexikon der Fluß- und Ortsnamen alteuropäischer Herkunft, Klostermann, Frankfurt am Main 1965; Suhrkamp Tb 1221, Frankfurt am Main 1985, ISBN 3-518-37721-3.
- Deutsches Namenlexikon. Familien- und Vornamen nach Ursprung und Sinn erklärt, Keyser, München 1967; Suhrkamp Tb 65, Frankfurt am Main 1972 (16. Aufl. 2005), ISBN 3-518-06565-3.
- Niederdeutsches Namenbuch, Wiesbaden 1972; Sändig Reprint, 1987, ISBN 978-3-253-02530-3.
- Liegnitzer Namenbuch. Weber, Lorch 1975, ISBN 3-87888-029-4.
- Mittelhochdeutsches Namenbuch nach schlesischen Quellen. Degener, Neustadt/Aisch 1975, ISBN 3-7686-9010-X.
- Abhandlungen zur Namenforschung und Buchgeschichte. Degener, Neustadt/Aisch 1980, ISBN 3-7686-9052-0.